# Бајрам намаз
Бајрам намаз (арап. صلاة العيد; салат ал-еид) је исламска молитва (намаз) коју муслимански верници обављају за Курбан бајрам и Рамазански бајрам. Овај намаз има 2 реката, и сличан је сабахском намазу. Специфичан је по томе што се у сваком рекату три пута подижу руке и изговара „Алаху екбер”. 
Време бајрам намаза почиње када Сунце одскочи за копље или два. То је отприлике 45 минута након изласка Сунца. Време до кога се овај намаз може клањати траје до тренутка када је Сунце тачно на пола неба, а сенка предмета најкраћа. 
Различите исламске школе различито гледају на обавезу клањања бајрам намаза. 
Муслимани са простора бивше Југославије сматрају да је бајрам намаз ваџиб, односно другостепена обавеза.